# 8 américain
Pour les articles homonymes, voir Mau Mau.
 (août 2024).
Si vous disposez d'ouvrages ou d'articles de référence ou si vous connaissez des sites web de qualité traitant du thème abordé ici, merci de compléter l'article en donnant les références utiles à sa vérifiabilité et en les liant à la section « Notes et références ».

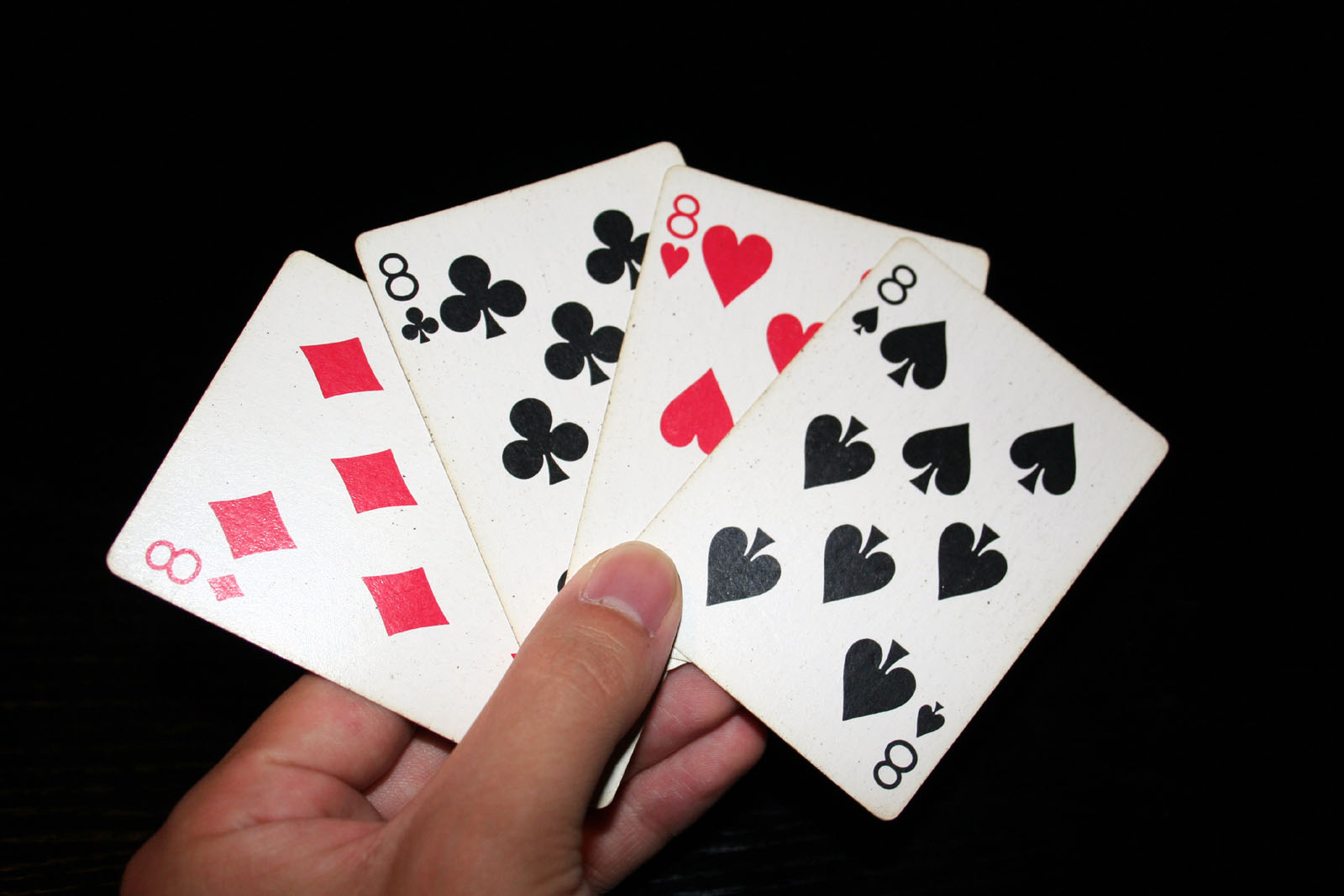
Le 8 américain est un jeu de carte qui aurait été importé par les soldats américains en 1944, après le débarquement.

Le 8 américain ou crapouille est un jeu de cartes traditionnel dans lequel chaque carte a des effets sur le fonctionnement de la partie. Dans le 8 américain une suite de carte doit être en ordre par exemple : As 23456789, etc. Le Uno en est directement inspiré.

## Histoire
Ce jeu s'apparente au jeu de cartes connu aux États-Unis sous le nom de Crazy Eights dans les années 1940. Il pourrait avoir été importé en France par les soldats américains après le débarquement de 1944. Sous l'appellation Uno, il est commercialisé comme un jeu de cartes spécifique dès les années 1980.

## Rôle des cartes
Dans la version originale, voici le rôle des cartes :
- Le jeu débute par le joueur possédant la Dame de cœur ou à défaut une de ses sœurs.
- Le 8 permet de changer la couleur.
- On ne peut pas finir avec un 8.
- Quand on dépose un 8, il faut posséder le signe demandé dans sa main.
- L'As fait piocher 2 cartes au joueur suivant.
- L'as ne peut contrer un Joker mais l'inverse est impossible.
- Après avoir pioché, il n'est pas possible de rejouer, c'est le tour de la personne suivante.
- Le Valet change le sens.
- Le 10 fait re-jouer.
- Le 7 saute le tour du joueur suivant.
- Le joker fait piocher 4 cartes au joueur suivant.
- Quand vous finissez[Interprétation personnelle ?] par un Joker, la couleur est décidée par la carte précédente.

## But et préparation
On distribue 8 cartes par joueur. Le but est d’être le premier joueur à ne plus avoir de cartes. Ne jamais finir avec un 8.
Le jeu peut se jouer en théorie avec autant de joueurs que l'on veut, mais il faut alors adapter le nombre de jeux de cartes en conséquence. Le jeu se joue généralement avec un ou deux jeux de 52 cartes (sans joker), mais il existe des variantes avec 32 cartes et avec ou sans Joker.

## Déroulement
Les joueurs jouent chacun leur tour dans le sens des aiguilles d'une montre (au début du jeu en tout cas aucune carte d'attaque ne peut être mise). Celui qui commence est à la gauche du donneur. À son tour, le joueur a le choix de jouer (c’est-à-dire de poser une carte sur le talon) soit une carte de la couleur de celle qui est en haut du talon, soit une carte de la même valeur, soit une carte joker à tout moment. Lorsqu'un joueur ne peut pas jouer de carte, il pioche une carte et passe son tour. Par exemple, si la première carte du talon est un 4 de cœur, le joueur peut jouer soit n'importe quel cœur, soit n'importe quel 4, soit une carte joker (généralement le 8). Certaines cartes déclenchent des changements dans le jeu (voir ci-dessous). Les joueurs sont tenus de s'y conformer.
Lorsqu'il ne reste plus qu'une carte dans la main d'un joueur, celui-ci doit annoncer « Carte » (ou cogner trois coups audibles sur la table de jeu). S'il ne le fait pas et que l'un de ses adversaires s'en rend compte (en annonçant par exemple « Contre-carte »), il doit piocher deux cartes. Il peut faire l'annonce de façon ostentatoire juste avant de poser son avant-dernière carte. Quand un joueur pose sa dernière carte le jeu s’arrête. Mais si la dernière carte est un Joker le jeu continue jusqu’à ce que quelqu’un ne puisse le contrer (Même si le joueur en question est celui qui n’a plus de cartes). Quand la pioche est épuisée, on conserve la carte du haut du talon et on mélange le reste qui devient la nouvelle pioche. Un joueur ne peut finir avec la carte 8.

## Action des cartes
Les règles étant soumises à de très nombreuses interprétations, il convient de se mettre d'accord avant de commencer la partie. Plusieurs versions et pratiques existent (voir section Variantes) que l'on pourra modifier à sa guise afin de trouver le meilleur équilibre de jeu.
Actions :
- Joker, permet de jouer sur n'importe quelle carte et permet de stopper une attaque ou encore changer la couleur.
- Pénaliser ou Attaquer le joueur suivant (faire piocher 4 cartes)
  - avec possibilité de contrer (généralement l'As), que l'on peut contrer avec la même carte (As) pour reporter l'attaque au suivant qui ajoutera une pénalité de 2 cartes.
  - le 8 permet de changer la couleur. La couleur demandée doit obligatoirement être une couleur présente dans la main du joueur.
- Changer le sens de jeu (généralement le Valet)
- Oblige le joueur qui la pose à rejouer (généralement le 10), ce qui peut être un avantage ou pas (si cela oblige le joueur à piocher une carte en fin de partie)
- Saute le tour du joueur suivant (souvent le 7)
- Donner une carte au joueur de son choix (5), on donne autant de cartes que de cartes posées.
- Si trois cartes de même rang et sans effets sont posées à la suite, celui ayant posé la troisième peut demander au suivant de compléter : s'il ne possède pas la quatrième, il pioche deux cartes; dans le cas contraire, il rejoue et celui qui a demandé la complète pioche.

## Points
On peut décider de compter les points.

### Compte positif
Seuls les trois premiers joueurs qui se débarrassent de leurs cartes obtiennent des points :
- 50 pour le premier
- 20 pour le deuxième
- 10 pour le troisième

La partie se joue en 200 ou 500 points.

### Compte négatif
Lorsque l'un des joueurs a gagné, on compte les points restés en main des autres joueurs ainsi :
- Roi ou Dame : 10 points
- carte normale (9, 6, 5, 4, 3 et 2) : sa valeur ordinale
- carte à effet « moyen » (Valet, 10, 7) : 20 points
- carte à effet « fort » (As  8 et joker ): 50 points

La partie se joue en 300 ou 500 points.
Le gagnant est celui qui totalise alors le moins de points.

## Variantes
Il existe de très nombreuses variantes de ce jeu, notamment en ce qui concerne le pouvoir donné à chaque carte, comme indiqué précédemment.
Le nombre de cartes distribuées peut être variable :
- Variante « man et resta » : le joueur qui distribue choisit un nombre de cartes pour jouer entre 5 et 8, modifiant ainsi la durée de chaque partie.
- Le nombre de cartes distribuées dépend du nombre de joueurs et du nombre de jeux de cartes :

| Nombre de Joueurs | 1 jeux de cartes | 2 jeux de cartes |
| ----------------- | ---------------- | ---------------- |
| 2 joueurs         | 10 cartes        | 15 cartes        |
| 3 joueurs         | 8 cartes         | 12 cartes        |
| 4 et +            | 6 cartes         | 9 cartes         |

### Pratiques courantes
On note aussi les pratiques suivantes :
- Pioche continue : si un joueur ne peut pas jouer, alors il doit piocher des cartes jusqu'à ce qu'il en ait une qu'il puisse poser.
- Pénalité : en cas d'erreur (un joueur joue quand ce n'est pas son tour ou enfreint une règle), le joueur pioche 2 cartes
- Une carte permet de changer sa main avec celui d'un autre joueur ou fait tourner les mains dans le sens du jeu
- À la volée (à deux jeux) : si un joueur a une carte exactement identique à celle qui est sur le haut du talon (c’est-à-dire même couleur et même valeur), alors il peut la jouer immédiatement sans que cela soit son tour. Le jeu reprend ensuite normalement à partir de ce joueur.
- Quand un joueur fini sur un As, il ne peut être contré avec un autre As.

Une façon populaire de jouer est de commencer les parties par les cartes de bases, puis d'ajouter au fur et à mesure des actions supplémentaires et des pratiques (pénalité, pioche continue, la volée...).
On peut également citer des adaptations commerciales, dont la plus connue est certainement Uno, mais aussi Duo, Solo, Lobo 77, Whot!, Mio! ou Trépido (liste non exhaustive).

### Version «minimale»
- 10 : oblige à rejouer (un 10 joué comme dernière carte oblige à piocher une carte)
- 8 : permet uniquement de changer de couleur, se pose sur n'importe quelle carte, quelle que soit sa couleur

### Variante de «Monclar»
- 10 : oblige à rejouer
- 7 : le joueur suivant passe son tour
- Valet : change le sens du jeu
- 9 : fait piocher une carte au joueur suivant sans recours
- As : fait piocher 3 cartes au joueur suivant, à moins de poser un 8 ou un autre As qui s'ajoute pour le joueur suivant
- 8 : permet de changer de couleur et arrête les attaques

### Variante 1
- 8, 10 : comme en version minimale
- 7 : le joueur suivant passe son tour
- Valet : changement de sens
- Dame et Roi : sur n'importe quelle Dame peut se poser n'importe quel Roi et vice-versa
- 6 : le joueur suivant pioche une carte
- As : on donne deux de ses cartes au joueur de son choix
- 4 : il faut dire « 4 », sinon un joueur peut dire « contre-4 », et donc le joueur qui n'a pas dit « 4 » reçoit deux cartes de la pioche
- 5 : comme le 8, mais la couleur est celle du 5 posé
- 3 de cœur : on doit passer son jeu au joueur à sa gauche

### Variante 2 dite «carte et maou»
- 10 : oblige à rejouer
- 8 : le joueur suivant passe son tour
- 7 : fait piocher deux cartes au joueur suivant
- Valet : comme le 8 en version minimale
- Dame : permet de passer le tour du joueur suivant

Quand vous déposez la dernière carte, vous devez encore dire « maou » sinon la main est annulée et vous en piochez deux.

### Variante 3 dite «des Ulis»
- 7 : oblige à rejouer. Il peut être posé sur un 10, ou un 2 s'il reste deux joueurs ;
- 10 : oblige à rejouer. Il peut être posé sur un 7, ou un 2 s'il reste deux joueurs ;
- 2 : le joueur suivant passe son tour, permet de rejouer lorsqu'il ne reste que deux joueurs. Il peut être posé sur un autre 2, un 7, ou un 10 ;
- Joker : peut être posé à n'importe quel moment du jeu. il prend la couleur et le signe que vous voulez.
- As : fait piocher 2 cartes au joueur suivant, à moins de poser un 8 ou un autre As qui s'ajoute pour le joueur suivant
- 8 : permet de changer de couleur et arrête les attaques

### Variante 4
- Valet : le joueur suivant passe son tour/rejouer si vous jouez à deux joueurs
- 10 : changement de sens/rejouer si vous jouez à deux joueurs
- As : permet de jouer toutes les cartes de la même couleur (exemple : As de cœur + toutes les autres cartes de cœur que le joueur possède) (et doit être en ordre logique de valeur de la carte)
- 2 : fait piocher deux cartes au joueur suivant
- 2 de Pique : fait piocher quatre cartes au joueur suivant
- 8 : comme en version minimale
- Joker : comme le 8 et fait piocher cinq cartes au joueur suivant

### Variante 5
- 10 : oblige à rejouer
- 7 : changement de sens, rejouer si on joue à deux joueurs
- As : fait piocher 2 cartes au joueur suivant, à moins de poser un 8 ou un autre As qui s'ajoute pour le joueur suivant
- 8 : permet de changer de couleur et arrête les attaques

### Variante 6 (32 cartes avec ou sans 2 Jokers)
- 7 : oblige à rejouer
- 9 : le joueur suivant passe son tour ; à deux joueurs, il permet donc de rejouer
- 10 : changement de sens ; à deux joueurs, il permet de rejouer
- As : fait piocher 2 cartes au joueur suivant, à moins de poser un 8 ou un autre As qui s'ajoute pour le joueur suivant
- Joker : carte transparente sur le jeu (sans aucun effet) ou obligeant le joueur suivant à piocher quatre cartes
- 8 : comme en version minimale
- Un carré de 8 permet de gagner la partie

La règle du carré de 8 permet surtout à des joueurs ayant beaucoup de cartes d'espérer remporter la partie.
Comptage des points :
- Roi, Dame ou Valet : 1 point
- 10, 9 ou 7 : 2 points
- As ou 8 : 5 points
- Joker (éventuellement) : 10 points

### Variante 7 (32 cartes)
- 10 : oblige à rejouer
- 7 : le joueur suivant passe son tour/rejouer si on joue à deux joueurs
- Valet : changement de sens/rejouer si on joue à deux joueurs
- As : fait piocher 2 cartes au joueur suivant, à moins de poser un autre As qui s'ajoute pour le joueur suivant
- 8 : comme en version minimale
- Dame de trèfle : fait prendre 3 cartes au joueur suivant sans aucun recourt

### Variante Courte Amicale (32 cartes)
- 10 : oblige à rejouer
- Dame : le joueur suivant passe son tour
- As : fait piocher 2 cartes au joueur suivant, à moins de poser un 8 ou un autre As qui s'ajoute pour le joueur suivant
- 8 : permet de changer de couleur (auquel cas il ne peut être posé que sur sa propre couleur)

### Variante 8 dite «man et resta» (52 cartes)
- 10 : oblige à rejouer
- 7 : le joueur suivant passe son tour
- Valet : changement de sens / si on joue à deux joueurs ne change rien à la partie car peu importe le sens, le joueur suivant est toujours le même
- As : fait piocher 2 cartes au joueur suivant, à moins de poser un autre As qui s'ajoute pour le joueur suivant (sauf si un joueur finit avec un As : le joueur suivant pioche même s'il possède un As)
- 2 : fait piocher 2 cartes au joueur suivant sans recours possible
- 8: fait sortir si le joueur na pas la carte désigné

### Variante 9 dite de «Jules et Victor»
Pour cette variante, nous n'utiliserons que les cartes allant du 6 à l'as, en ajoutant les deux Jokers.
- 8 : change de couleur
- 10 : oblige à rejouer
- As : le joueur suivant prend deux cartes sauf s'il a un as, lequel s'ajoute au dernier as, ainsi de suite
- 7 : changement de sens
- Joker : le joueur suivant prend 4 cartes et le joueur ayant posé le joker décide de la couleur suivante
- 6 : passe un tour

Un joueur qui finit de jouer sans avoir dit « Carte » lorsqu'il lui restait une seule carte dans les mains pioche 2 cartes.
Comptage des points :
- Le gagnant remporte le bonus suivant : -10 points
- carte normale (de 3 à 10) : sa valeur ordinale
- Roi, Dame ou Valet : 10 points
- As : 11 points (ou 15)
- 2 : 20 points
- 8 : 40 points
- Lorsqu'on finit sur un As, le joueur suivant qui dispose également d'un As peut le poser : il évite ainsi de piocher les deux cartes et se débarrasse d'autant de points dans le décompte final.
- Si le gagnant finit sur un 8, tous les points sont doublés (-20 et chaque carte)

### Variante 10 dite «Paradox Hech» (54 cartes)
- Reine : oblige à rejouer
- Roi : changement de sens du jeu
- Valet : le joueur suivant passe son tour
- As : fait piocher 2 cartes au joueur suivant ; ce dernier peut contrer avec un autre As ou un Joker s'il en possède une ; le joueur suivant s'il ne possède pas de carte-contre devra piocher le total des cartes-pioches mises sur la table.
- Joker : fait piocher 3 cartes au joueur suivant, sauf si ce dernier la contre avec un autre joker ; le joker est une carte universelle, n'importe quelle carte peut être posée dessus.
- 8 : carte universelle, elle peut être posée sur n'importe quelle couleur ; elle permet également de choisir sa couleur.

Il n'est pas possible pour un même joueur de poser plusieurs cartes à effet du même rang à la fois. En revanche, les cartes sans effet peuvent être posées en double, triple, quadruple si le joueur possède plusieurs cartes sans effet du même rang.

### Variante dite de l'us17
- 7 : fait piocher 2 cartes au joueur suivant, à moins de poser un autre 7, lequel ajoute 2 cartes à piocher au joueur d'après, soit 4 cartes, et ainsi de suite. Si le gagnant termine par un 7, le joueur suivant pioche quand même 2 cartes à moins qu'il possède lui-même un 7 ainsi de suite.
- 8 : oblige à rejouer.
- 10: change le sens.
- valet : carte universelle, elle peut être posée sur n'importe quelle couleur ; elle permet également de choisir sa couleur.
- as : passe le tour de son voisin.

32 ou 54 cartes. 5 cartes par joueurs.
la partie s'arrête quand le 1er joueur pose sa dernière carte. le but étant d'avoir le moins de points possible en main.
Valeur des cartes : valet 20 points, dame 3 points, roi 4 points, as 11 points. 7, 8, 9 et 10 valent 7,8,9 et 10 points.

### Variante dite «Koukitu»
- 7 : Passe le tour ou pas (au choix)
- 8 : Contre les as, se joue sur n'importe quelle figure ou couleur, permet de choisir sa couleur.
- 10 : Rejoue.
- Valet de pique (Koukitu) : Pioche 4 cartes, jeu de massacre ou rien (au choix).
- Dame : Passe le tour ou changement de sens (au choix).
- As : Pioche deux cartes, peut être contré par un huit ou un autre as.

On peut rejouer immédiatement après une pioche sauf si c'est à cause d'un as ou d'un Koukitu.
32 cartes. 6, 8 ou 9 cartes par joueurs (au choix du donneur).
On annonce « Carte » lorsqu'il reste qu'une carte. La partie s'arrête dès qu'un joueur pose sa dernière carte.

### Variante «Par stratégie» ou «Par choix»
La variante « Par stratégie » consiste à jouer de façon à gagner plus rapidement. En effet la stratégie ou le choix ramène à élire la personne qui va piocher les cartes données par exemple par le Joker ou le 2. La notion de rapide est utilisée dans le cas où le joueur qui à la main fasse piocher le joueur avant lui afin de pouvoir rejouer. Ainsi lorsque ce joueur là possède un 2 de trèfle et une autre carte normale de trèfle (qui est sa dernière carte) il peut choisir de faire piocher les 3 cartes au joueur le précédant afin de pouvoir rejouer et ainsi gagner.
PS : On peut choisir le nombre de cartes que chaque joueur peut piocher.
- 2 : Les joueurs choisis par le joueur qui à la main piochent 3 cartes (le total faisant 3).
- J : Saute le joueur suivant ou les deux suivants en cas de smash.
- 8 : Se joue sur n'importe quelle figure ou couleur, permet de choisir sa figure.
- 10 : Changement de sens.
- As : Le joueur choisi par le joueur qui a la main peut refroidir s'il possède un As où alors piocher une carte.
- Joker : Les joueurs choisis par le joueur qui à la main piochent 6 cartes (le total faisant 6)

### Variante «Rosa l'injuste»
La dame de cœur commence, sinon n'importe quelle dame. (Si aucune dame n'est sortie, le joueur à gauche de dealer).
Il faut dire « carte » lorsqu'il ne reste qu'une seule carte, mais aussi lorsque l'on a fini.
Il est possible de jouer plusieurs cartes de la même valeur en même temps, tant que la première carte est de la bonne couleur.
Le carré permet de rejouer, le joueur ne subit pas les pénalités dues à son carré, si le joueur pose 4 As, le suivant (lui-même) ne pioche donc pas 8 cartes. Idem si un joueur ferme un carré.
Exception pour le valet de pique : Si le joueur précédent joue le valet de pique et que le suivant peut fermer le carré avec un autre valet que celui de trèfle celui-ci pioche quand même.
Si un joueur a posé le valet de pique au sommet de son carré il pioche les 5 cartes.
La règle ici nommée « À la volée » est autorisée à deux jeux.
Tout « contre » injustifié est pénalisé de deux cartes.
Quand un joueur sort, tout le monde pioche une carte.
- As : Le prochain joueur pioche 2 cartes. (Cumulable si un joueur pose 2 as le suivant pioche 4 cartes, néanmoins s'il pose un autre as avant de piocher c'est le suivant qui pioche 2 cartes par as posés à la suite.)
- 4 : Si le joueur suivant ne peux pas jouer, il pioche jusqu’à ce qu'il le puisse. (Version alternative de la pioche infinie)
- 5 : Permet de changer la couleur, la couleur choisie est celle de la carte. Ne peut pas être utilisé pour finir.
- 7 : Passe le tour du prochain joueur. (Carte cumulable si un joueur pose deux 7 alors les deux suivant sautent leurs tours)
- 8 : Se joue sur n'importe quelle figure ou couleur, permet de choisir sa figure,et contre les As et les 9, ne peut toujours pas être utilisé pour finir.
- 9 : Le joueur suivant pioche une carte dans le jeu de l'un des autres joueurs.
- 10 : Le joueur rejoue, ou pioche. Le joueur ne peut pas finir avec un 10, il doit piocher
- Valet : Change de sens.
- Valet de pique : Change de sens et le joueur suivant pioche 5 cartes (N'est pas contré par le 8)
- Valet de trèfle : Change de sens et peut contrer le valet de pique, en renvoyant la sentence au joueur du valet de pique (Toujours pas contré par le 8).
- Dame : Le joueur rejoue ou pioche.
- Joker : Se joue sur n'importe quelle carte sauf un autre joker ou un 8 et sans autre effet, mais ne peut être utilisé que pour finir. (Peut en plus faire tourner les jeux dans le sens des aiguilles d'une montre)

### Variante Benicassim
- 7 saute le prochain joueur/ fais rejouer à deux joueurs
- 8 change de couleur, peut être placé à tout moment même pour finir
- 9 octroie le droit de poser sur lui tout les autres cartes du même symbole (si le un 8 est placé sur un 9 il perd son effet contrairement aux autres cartes), seul la dernière carte de la pile au dessus du 9 fais effet si elle en a un
- 10 change de sens/ fais rejouer à deux joueurs
- Valet doit être accompagné d'une autre carte du même symbole sinon on pioche une carte, si l'on finit avec un valet seul alors on prend la carte de pénalité et l'on continue le tour
- Roi de coeur fais piocher 4 cartes à la personne suivante
- As fais piocher 2 cartes sauf si la personne suivante ajoute un autre As (donc 4 cartes pour la personne d'après) ou un Joker (donc 5 cartes pour la personne d'après)

- Joker peut être placé n'importe quand, fais piocher 3 cartes sauf si la personne suivante met un Joker (on ne peut pas placer un as sur un joker) et change de couleur. Si 2 joker sont posés de suite alors la personne qui les recevras piochera 6 cartes.

Lorsqu'il ne reste plus qu'une carte à un joueur il doit dire "carte" avant qu'un autre joueur dise "contre carte" sous peine de devoir piocher 2 cartes. On distribue à chaque fois 8 cartes par joueur et pour que la partie soit optimale il ne faut pas dépasser 5 joueurs. On ne peut pas jouer directement après avoir pioché. 
Pour compter les points :
Une partie se déroule en 50 ou 100 points et le but est d'en avoir le moins possible.
- Toutes les cartes sans effet (2, 3, 4, 5, 6, dames, rois (sauf celui de coeur)) valent 1 point
- Les cartes aux effets légers (7, 10, Valets) valent 2 points
- Les As valent 3 points
- Les 8 valent 4 points
- Les cartes aux effets forts (9, Roi de coeur, Joker) valent 5 points